# مارجرت روثيفورد
مارجرت روثيفورد (بالإنجليزية: Margaret Rutherford )‏ (و. 1892 – 1972 م) هي ممثلة تعبيرية، وممثلة مسرحية، وممثلة أفلام بريطانية، ولدت في لندن، توفيت في تشلفنت ست بتر، عن عمر يناهز 80 عاماً، بسبب مرض آلزهايمر.

## التعليم
تعلمت في الأكاديمية الملكية للفنون المسرحية، وWimbledon High School ‏.

## جوائز وترشيحات
حصلت على جوائز منها:
- قائدة رتبة الإمبراطورية البريطانية (1967)
- جائزة الأوسكار لأفضل ممثلة مساعدة، عن عمل: كبار الزوار.

ترشحت لـ:
- جائزة الأوسكار لأفضل ممثلة مساعدة، عن عمل: كبار الزوار.

## وصلات خارجية
- مارجرت روثيفورد على موقع IMDb (الإنجليزية)
- مارجرت روثيفورد على موقع الموسوعة البريطانية (الإنجليزية)
- مارجرت روثيفورد على موقع روتن توميتوز (الإنجليزية)
- مارجرت روثيفورد على موقع ألو سيني (الفرنسية)
- مارجرت روثيفورد على موقع ميوزك برينز (الإنجليزية)
- مارجرت روثيفورد على موقع أول موفي (الإنجليزية)
- مارجرت روثيفورد على موقع قاعدة بيانات برودواي على الإنترنت (الإنجليزية)
- مارجرت روثيفورد على موقع قاعدة بيانات الأفلام السويدية (السويدية)
- مارجرت روثيفورد على موقع إن إن دي بي (الإنجليزية)
- مارجرت روثيفورد على موقع قاعدة بيانات الفيلم (الإنجليزية)